# Ортопедія

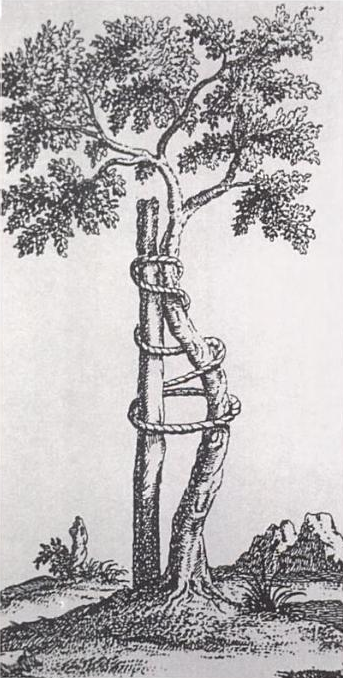
Ніколя Андре де Буї-Регард, палітура книжки «Ортопедія, або ж Мистецтво корегування та запобігання деформаціям у дітей», 1741 рік

Ортопе́дія (від грец. ὀρθός — прямий, правильний і παιδεία — виховання, навчання) — розділ клінічної медицини, розділ хірургії, що вивчає профілактику, діагностику і лікування деформацій і порушень функцій кістково-м'язової системи, які є результатом вроджених дефектів, вад розвитку, наслідків травм або захворювань.
Ортопедія традиційно пов'язана з розділом клінічної медицини, що вивчає пошкодження опорно-рухового апарату (кісток, суглобів, м'язів, зв'язок, сухожиль) — травматологією. Іманентно до складу ортопедії і травматології входить протезування — комплексна медико-технічна дисципліна, яка займається виготовленням і застосуванням протезів і ортезів (корсетів, бандажів, апаратів, спеціального взуття та устілок) для відновлення втрачених форм та функцій опорно-рухової системи.
Також ортопедія є важливою складовою частиною спортивної медицини — комплексної медико-біологічної науки — галузі медицини, що вивчає зміни в організмі при заняттях спортом, як бажані, так і патологічні. Знання в галузі спорту і фізичної культури просто необхідні сучасному лікарю-ортопеду. Не можна уявити собі ортопедії без лікувальної фізкультури, масажу або фізіотерапії, — складових частин науки, що зветься «медична реабілітація», або без розділу медицини, який вивчає будову і лікування різних захворювань стоп — «подологія».
У складі травматології та ортопедії існує велика кількість інших вузьких спеціалізацій, наприклад: біомеханіка опорно-рухового апарату, хірургія хребта, артроскопічна хірургія, ендопротезування суглобів, кісткова патологія тощо.

## Розділи ортопедії

### Амбулаторна ортопедія
Від 80 до 96 % хворих ортопедотравматологічного профілю починає і закінчує лікування в умовах поліклініки, тобто амбулаторно, поза стаціонаром. Це свідчить про першорядне значення поліклінічного обслуговування як найбільш масового. Підкреслюючи значимість циклу амбулаторного лікування хворих з захворюваннями та ушкодженнями опорно-рухової системи, термін «амбулаторна ортопедія» застосовується для позначення організації лікувального процесу в умовах поліклініки або денного стаціонару.

### Ортопедія дитячого та підліткового віку
Метою ортопедії дитячого віку є профілактика, усунення деформацій і порушень функції опорно-рухового апарату. Вона вивчає причини і механізм розвитку патологічних станів і порушень функції системи руху. Усунення деформацій та відновлення форми і функції опорно-рухового апарату досягаються консервативними та хірургічними методами лікування. Хороша постава дозволяє дитині відчувати себе більш впевнено, а крім того менше втомлюватися протягом дня. При виникненні проблем з нею — варто відразу звертатися до лікаря.
Прикладами консервативного лікування є: усунення контрактур та вродженої клишоногості етапними гіпсовими пов'язками, вправлення вродженого вивиху стегна тощо. До оперативних методів лікування, розроблених в ортопедичній хірургії, відносяться: остеотомії — розсічення кісток при їхньому викривленні або хибному положенні кінцівки, пересадка сухожиль м'язів при паралічі, тенотомії, лігаментотомії і інші пластичні оперативні втручання. Як при консервативних, так і при оперативних методах лікування в ортопедії широко застосовуються лікувальна фізкультура, масаж, фізіотерапія, а також різні ортопедичні апарати, починаючи від різного виду устілок, ортопедичного взуття і закінчуючи корсетами та складними шиногільзовими апаратами та протезами.

## Спеціальність лікаря ортопед-травматолог
Лікар ортопед-травматолог — це спеціаліст з вищою медичною освітою, який пройшов підготовку в системі післявузівського навчання (наприклад, в ординатурі або в аспірантурі) і здобув професійні навички у сфері медицини, ортопедії та травматології. Крім традиційного курсу хвороб і травм опорно-рухової системи, до програми підготовки спеціаліста зазвичай включають курси з військово-польової хірургії (хірургії катастроф), клінічної біомеханіки, протезування, спортивної травматології, реабілітації, кісткової патології і багато іншого.
Подальша спеціалізація лікаря залежить від напрямку і традицій того медичного закладу, де він працює і продовжує свою освіту. Це може бути травматологічне відділення лікарні швидкої допомоги або хірургічна клініка (клініка хірургії хребта, ендопротезування або артроскопічної хірургії суглобів). Це може бути реабілітаційний центр, відділення відновного лікування стаціонару або санаторій ортопедичного профілю. Однак більша частина лікарів ортопедів працює в травматологічних пунктах, в поліклініках, в медичних центрах, — тобто там, де надають амбулаторну допомогу дорослому та дитячому населенню. Основне завдання цих лікарів — профілактика та лікування (в тісному контакті з хірургічними та реабілітаційними клініками) ортопедичних захворювань і наслідків травм саме в амбулаторних умовах.

### Журнали
Загальні:
- Український науково-практичний журнал «Вісник ортопедії, травматології та протезування» [Архівовано 21 січня 2021 у Wayback Machine.]
- Journal of Bone and Joint Surgery
- Bone and Joint Journal
- Clinical Orthopaedics and Related Research
- Journal of Orthopaedic Research
- Journal of Orthopaedic Trauma
- Orthopaedics and Traumatology: Surgery and Research
- Archives of Orthopaedic and Trauma Surgery
- International Orthopaedics

Спеціалізовані:
- Journal of Pediatric Orthopaedics
- Journal of Shoulder and Elbow Surgery
- Muscles, Ligaments and Tendons Journal
- Journal of Experimental Orthopaedics